# Рік Клатт
Рік Клатт (англ. Richard Klatt, 1 січня 1951) — американський плавець.
Чемпіон світу з водних видів спорту 1973 року.